# Cupulate
O cupulate é um doce com gosto e textura semelhantes aos do chocolate. A diferença em relação ao chocolate é que na fabricação do cupulate não é utilizado o cacau (Theobroma cacao) mas o cupuaçu (Theobroma grandiflorum), fruta típica da Amazônia.
O cupulate foi o nome dado no Brasil pela Embrapa em 1990 ao chocolate feito de cupuaçu. O cupulate é bastante similar ao chocolate. Em comparação com este, é produzido de forma inteiramente orgânica, não exigindo aromatizantes e flavorizantes, é isento de cafeína e teobromina, não derrete tão facilmente e tem menor custo de produção.
Nos últimos anos, empresa Asahi Foods, do Japão, foi acusada de biopirataria e de utilizar indevidamente o termo "cupulate" por meio de processos em diversos países do mundo. Com esses processos, a empresa foi obrigada a desistir do uso ilegal do nome "cupuaçu" e do termo "cupulate".